# Agregacja (statystyka)
Agregacja danych polega na wyliczeniu jednej lub wielu statystyk, takich jak średnia arytmetyczna (najczęstszy przypadek), minimum, maksimum itp., dla grup obserwacji wyznaczonych przez kategorie zmiennych grupujących. W wyniku tej procedury powstaje nowa macierz danych, w której jedna obserwacja odpowiada jednej kategorii zmiennej grupującej, a wartości zmiennych są zastąpione wyliczonymi wartościami przyjętej statystyki dla poszczególnych grup. 